# Émeutes de 2010 à Jos

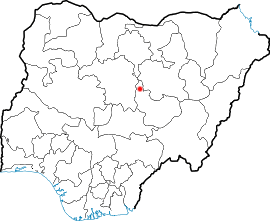
Localisation de Jos au Nigeria

Les émeutes à Jos de 2010 sont un ensemble d'événements survenus en janvier 2010 à Jos la capitale de l'État du Plateau (Nigeria) qui ont provoqué la mort d'au moins 465 personnes dont 400 musulmans et 65 chrétiens, 1 000 blessés ainsi que 17 000 déplacés.

## Contexte
Jos est situé dans l'État de Plateau, entre le Nord du Nigéria peuplé d'Haoussas musulmans et le Sud peuplés de Yorubas et d'Igbos chrétiens ou animistes. La ville est divisée en zone ethnique. La région de l'État de Plateau était peuplé par des populations Gemai, Afireze, Anaguta et Berom à majorité chrétienne. Les Haoussas et les Fulanis, musulmans, ont un statut de migrant et non d'indigène et n'ont pas les mêmes droits durant les élections ou pour accéder aux universités ou aux postes de fonctionnaires.
En 2001 et 2008, des émeutes importantes ont eu lieu à Jos. Elles ont fait respectivement 1000 et 700 morts d'après Human Rights Watch. En novembre et décembre 2008, elles étaient liées, selon les sources, aux élections ou au meurtre de 5 jeunes pensionnaires d'un internat musulman par de jeunes chrétiens.

## Origines
Les événements ont commencé le dimanche 17 janvier 2010, selon des membres de la société civile cités par Human Rights Watch, à la suite d'une dispute autour de la reconstruction de bâtiments musulmans qui avaient été détruits en 2008. Selon le chef de la police de Jos qui a été démenti par les responsables musulmans, les événements ont été déclenchés par l'attaque de fidèles chrétiens à Nassarawa Gwom par de jeunes musulmans.
Le professeur Kabiru Mato de l'Université d'Abuja a minimisé le rôle de la religion dans les affrontements :« I don't see anything religious. Wherein religion could be the difference between the two warring factions, fundamentally it's a manifestation of economic alienation. So social apathy, political frustration, economic deprivation and so many factors are responsible. » (Je ne vois rien de religieux. Même si la religion peut être la différence entre les deux factions, fondamentalement c'est la manifestation de la dépendance économique. Donc l'apathie sociale, la frustration politique, la privation économique et d'autres facteurs sont responsables.)
Le directeur du State Security Service et Inspector General of Police, Ogbonna Onovo, a été envoyé sur place pour enquêter sur les origines des émeutes,.

## Chronologie
Après un relatif retour au calme le 18 janvier 2010 après un couvre-feu, les émeutes ont repris le 19 janvier 2010 en s'étendant à la banlieue, notamment à Bukuru ou à Kuru Karama où 150 corps ont été retrouvés dans des puits du village. Le 21 janvier 2010, l'armée intervient pour rétablir le calme à la demande de Goodluck Jonathan, le vice-président nigérian.

## Réactions
Abdelmalek Droukdel dit Abou Moussab Abdel Wadoud, émir d'al-Qaida au Maghreb islamique, a proposé d'entraîner et d'armer les musulmans du Nigéria pour qu'ils puissent se défendre contre les chrétiens.